# Alfonso Vega Núñez
José Alfonso Lamberto Vega Núñez (Puruándiro, Michoacán, 17 de septiembre de 1924 – Morelia, Michoacán, 18 de agosto de 2015) fue un organista y compositor mexicano, fundador del Festival Internacional de Órgano de Morelia. Llamado también "El Apóstol del Órgano" por su labor de difusión de la música organística. 

## Biografía
Nace en Puruándiro, Michoacán, el 17 de septiembre de 1924. Estimulado por el entusiasmo musical de su padre, el señor J. Refugio Vega recibió los primeros conocimientos de música por parte de los profesores José Huerta y Salvador Cortés, a la edad de 6 años en su tierra natal. Antes de aprender a leer y escribir.
A los doce años, ingresó al Colegio de Infantes de la Catedral y a la Escuela Superior de Música Sagrada de la ciudad de Morelia, Mich. En donde realizó una brillante carrera bajo la guía de los insignes maestros Miguel Bernal Jiménez e Ignacio Mier Arriaga. En 1940 obtuvo su acreditación como licenciado en Canto Gregoriano y el título de Maestro en Composición Musical. En el año de 1946 la Licenciatura en Órgano.
Desde 1943 es nombrado Primer Organista Titular de la Catedral de Morelia.
Fue nombrado organista acompañante en 1945 del Coro Nacional Guadalupano, el cual contaba con voces provenientes de toda la República y la dirección del Maestro Miguel Bernal Jiménez, para desempeñar en la Ciudad de México los servicios musicales con motivo del Cincuentenario de la Coronación de nuestra Señora de Guadalupe.
De 1946 a 1963, fue profesor de piano, órgano y materias auxiliares en la Escuela Superior de Música Sagrada.
Ingresa a la Escuela Popular de Bellas Artes, como Profesor de Piano el 16 de enero de 1948 y posteriormente de Armonía, Historia de la Música y Apreciación Musical.
En el mismo año de 1949 empezó su trabajo especializado como Concertista de Órgano, habiéndose presentado en diversas ocasiones en la Capital de país, así como en la mayoría de las principales ciudades. Con su órgano electrónico recorrió alrededor de 120,000 kilómetros, dando a conocer la música organística hasta los rincones más apartados, mereciendo por esto el título publicado en el periódico “El Dictamen” de la ciudad de Veracruz de “Apóstol del Órgano en México”.
Realizó estudios de perfeccionamiento organístico en París y Roma con los maestros André Marchal y Ferruccio Vignanelli en el año de 1956.
Ha participado como solista de las orquestas sinfónicas: de México, de la  UNAM, de Jalapa, de Guanajuato, de Michoacán, de Guadalajara y del Sureste. Fue invitado como solista de la Orquesta “Pro Arte” de Múnich, bajo la dirección de Kurt Redel. Ha destacado como ejecutante en todas las ciudades de Europa, Estados Unidos; Canadá, Centro y Sudamérica, a donde ha sido invitado.
Grabó el “Concierto para Órgano y Orquesta” de Miguel Bernal Jiménez con la Orquesta Sinfónica Nacional. Con la orquesta de cámara “Música Viva” interpretó los conciertos para órgano y orquesta Opus 4 y 7 de G. F. Haendel.
Ha participado así mismo en los Festivales organísticos más de Europa, como son los celebrados en Estocolmo, Suecia; Viena, Austria; Madrid, España; Oldembürg, Alemania; y París, Francia entre otros. En América se ha presentado en semanas internacionales en Sao Paulo, Brasil; Buenos Aires, Argentina; y Medellín, Colombia.
Fue fundador y presidente de la Asociación Latinoamericana de Organistas y fue llamado a participar como miembro del jurado en el Concurso Internacional de Órgano “Grand Prix de Chartres” en 1974, efectuado en la ciudad de París, Francia. 
Fue miembro de la Academia Nacional de Bellas Artes y de la Legión de Honor Nacional. En 1976 se le otorgó la condecoración “Generalísimo Morelos”, la presea que el Ayuntamiento de Morelia y el gobierno del estado de Michoacán, otorgan a sus ciudadanos más ilustres. En 1983 recibió un diploma otorgado por la Unión Mexicana de Cronistas de Teatro y Música. También se contó entre los integrantes de la Corresponsalía del Seminario de Cultura Mexicana. Ganó el Premio José Tocavén por Mérito en el Campo Musical otorgado por el diario “La Voz de Michoacán” y ha sido galardonado con diplomas y condecoraciones en diferentes países, entre los que destacan los que le han otorgado en las ciudades de:
- Houston, Texas
- SheverPort, Luisiana
- Sonoma y Fullerton, California
- Medellín y Bogotá Colombia
- Rosarito y Buenos Aires, Argentina
- Festival Europalia

Fue fundador del Festival Internacional de Órgano de Morelia, que desde 1966 ha visto desfilar a más de 130 organistas de todo el mundo, despertando verdadero interés no sólo en el Viejo Mundo, sino también en los Estados Unidos, Canadá, Australia, Japón, así como Centro y Sur América. El Festival Internacional de Órgano de Morelia, con 50 años de permanencia, recibe cada año de 20 a 30 solicitudes de organistas renombrados para participar en sus conciertos.
Con asesoría del Maestro Vega Núñez, se fundaron los Festivales de Órgano de Buenos Aires, Argentina; El Festival de San Juan Puerto Rico, El Festival de Argentina; de Sao Paulo, Brasil; el de Medellín, Colombia; y de Guatemala entre otros.
Como compositor tiene en su haber obras como “Tres Preludios Tristes” para piano, “Liras a María”; una compilación de siete obras corales, y “Sonata en Fa”; obra para piano. Ha grabado para las firmas Cook, Peerles y Luzam.
Estuvo casado con María Guadalupe "Martha" Parrales Bermúdez, con quien tuvo seis hijos: María Guadalupe Martha, Alfonso, Laura, Juan Bosco, Fabiola y José Leonardo.

## Reconocimientos
| Año  | Reconocimiento                                                          |
| ---- | ----------------------------------------------------------------------- |
| 1943 | Primer Organista Titular de la Catedral de Morelia.                     |
| 1949 | Doctorado en Órgano “Summa Cum Laude”                                   |
| 1974 | Presidente de la Asociación Latinoamericana de Organistas               |
| 1974 | Miembro de Número de la Academia Nacional de Bellas Artes               |
| 1974 | Miembro de la Legión de Honor Nacional.                                 |
| 1976 | Condecoración “Generalísimo Morelos”                                    |
| 1983 | Diploma otorgado por la Unión Mexicana de Cronistas de Teatro y Música. |
| 1983 | Miembro de la Corresponsalía del Seminario de Cultura Mexicana          |
| 1983 | Premio José Tocavén por Mérito en el Campo Musical                      |